# Тузи (Грузия)
Тузи (груз. თუზი) — село в Грузии, на территории Тержольского муниципалитета края (мхаре) Имеретия.

## География
Село находится в западной части Грузии, в пределах междуречья Дзусы и Буджы, на расстоянии 21 километра к северо-востоку от города Тержола, административного центра муниципалитета. Абсолютная высота — 475 метров над уровнем моря.

## Население
По результатам официальной переписи населения 2014 года, в Тузи проживало 1060 человек (541 мужчина и 519 женщин). В национальной структуре населения грузины составляли 99,8 %, русские — 0,2 %.
| Год  | Население, человек |
| ---- | ------------------ |
| 2002 | 1397               |
| 2014 | ↘ 1060             |